# Florian Raspentino
Florian Raspentino (ur. 6 czerwca 1989 w Marignane) – francuski piłkarz, grający na pozycji pomocnik. Obecnie jest zawodnikiem klubu SC Bastia.

## Kariera klubowa
Do Marsylii trafił z FC Nantes 6 lipca 2012 roku. 8 stycznia 2013 roku, przeszedł na zasadzie wypożyczenia do Stade Brestois 29.
2 lipca 2013 roku, przeszedł na zasadzie wypożyczenia do SC Bastia.
2 lipca 2014 roku Raspentino podpisał kontrakt z SM Caen. W dniu 31 sierpnia 2015 r. Raspentino wrócił do swojego starego klubu SC Bastia.
| Sezon   | Klub                     | Kraj    | Rozgrywki | Mecze | Bramki | Rozgrywki Europy | Mecze | Bramki |
| ------- | ------------------------ | ------- | --------- | ----- | ------ | ---------------- | ----- | ------ |
| 2008/09 | US Marignane             | Francja | CFA       | 31    | 4      | –                | –     | –      |
| 2009/10 | US Marignane             | Francja | CFA       | 33    | 6      | –                | –     | –      |
| 2010/11 | RCO Agde                 | Francja | CFA       | 33    | 15     | –                | –     | –      |
| 2011/12 | FC Nantes                | Francja | Ligue 2   | 30    | 7      | –                | –     | –      |
| 2012/13 | Olympique Marsylia       | Francja | Ligue 1   | 7     | 0      | Liga Europy UEFA | 6     | 0      |
| 2012/13 | Stade Brestois 29 (wyp.) | Francja | Ligue 1   | 19    | 4      | –                | –     | –      |
| 2013/14 | SC Bastia (wyp.)         | Francja | Ligue 1   | 22    | 5      | –                | –     | –      |
| 2014/15 | SM Caen                  | Francja | Ligue 1   | 20    | 1      | –                | –     | –      |
| 2015    | Dijon FCO (wyp.)         | Francja | Ligue 2   | 12    | 3      | –                | –     | –      |
| 2015/16 | SC Bastia                | Francja | Ligue 1   | 9     | 1      | –                | –     | –      |

Stan na: 3 grudnia 2015 r.